# Boguszyce (Oleśnica)
Pour les articles homonymes, voir Boguszyce.
Boguszyce est une localité polonaise de la gmina et du powiat d'Oleśnica en voïvodie de Basse-Silésie.

## Histoire
De 1742 à 1945, Bogschütz fait partie de l'arrondissement d'Œls, dans le district de Breslau au sein de la province de Silésie.